# Senecio tarokoensis
Senecio tarokoensis là một loài thực vật có hoa trong họ Cúc. Loài này được C.I Peng miêu tả khoa học đầu tiên năm 1999.